# Rumpstek

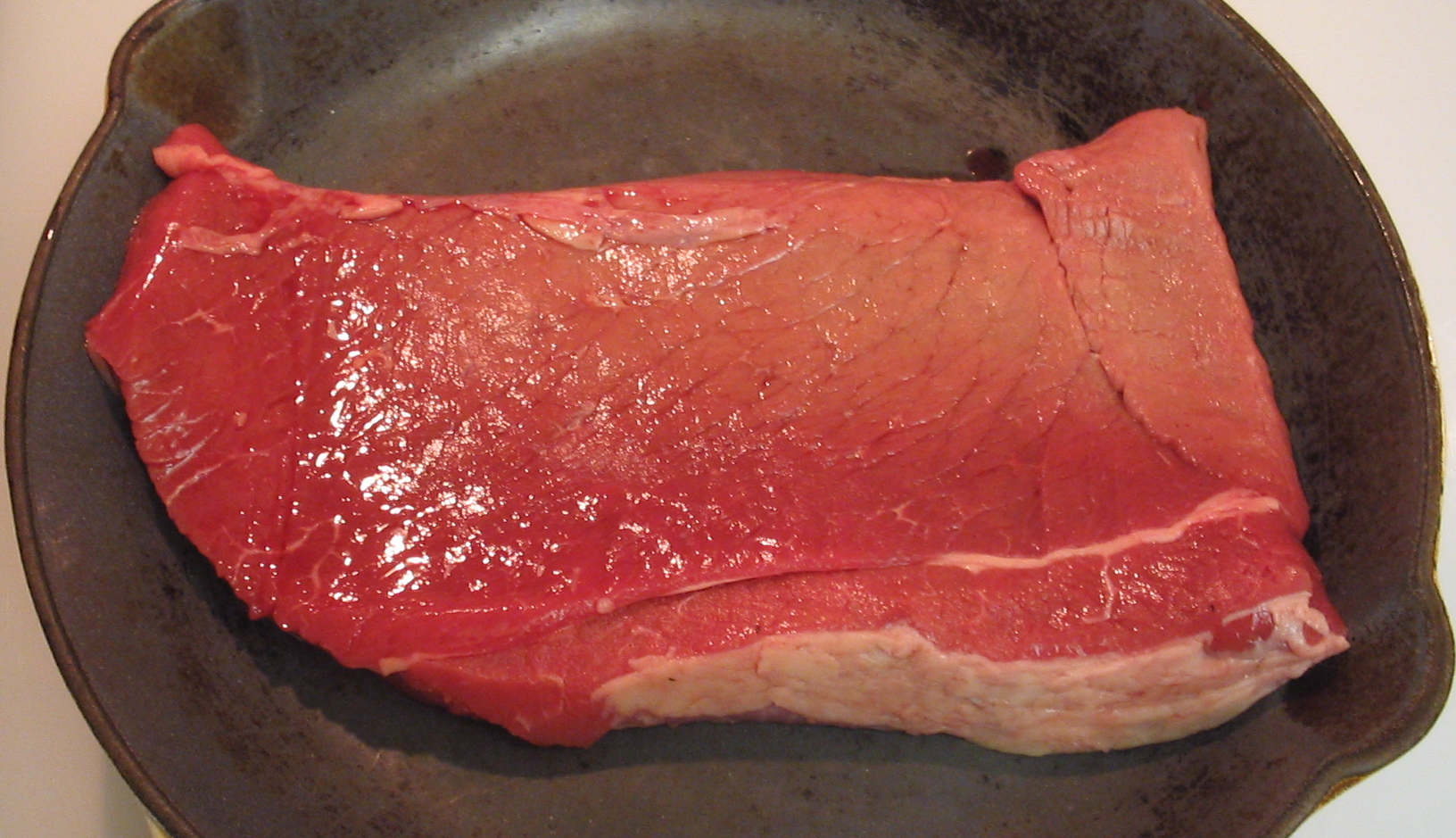
En rumpstek före tillagning.

Rumpstek är en styckad del kött från nötkreatur. Rump kommer från engelskans rump som betyder bakdel. Beroende på land innebär "rumpstek" helt olika saker och kräver därmed olika tillagning:
- I Sverige kallas spetsen på ytterlåret för rumpstek.[1]
- I Storbritannien, Irland och Australien betyder "rump steak" oftast den övre delen på styckningsdetaljen rump, vilket motsvarar den svenska styckningsdetaljen rostbiff.[2][3]
- i USA menas med "rump steak" eller "rump roast" den övre delen av the round, som ungefär motsvarar den svenska styckningsdetaljen rulle.[4][5]